# 假先知
假先知，或假申言者，是一个人物或宗教概念，指部分基督教、伊斯兰教和犹太教教徒宣称的任何聲稱受神啟示而發布信息的人或團體，但信息其實並非來自真神，跟真神的旨意也不一致，而且假申言者会迷惑住在地上的人去拜敌基督和敌基督的像，并受那兽的印记。假先知对应的词汇是真先知。

## 使用
- 这一概念经常被运用在基督教各教派之间。一些基督教教派或团体的人物被基督教界其它方面指为假先知。
- 在宗教典籍里有一些关于假先知的记录，而这些假先知往往会被铲除的命运。
- 被判为邪教的宗教组织，其内部骨干也往往被判定为假先知。

## 基督教观点
基督教教徒根据《圣经》的《旧约》和《新约》提出一些判定所谓真假先知的标准。
相信耶穌，奉耶穌的名傳道的不都是真先知
- “要試驗這些來自靈界的主張，看看是不是源於上帝的，因為有許多假先知已經到世人當中去了。你們認識上帝聖靈的主張，就是憑着這一點：凡承認耶穌基督成了的來過，就屬上帝聖靈的言論；凡不承認神的，就不是上帝聖靈的主張”。[1]
- “不是每一個對我説‘主啊，主啊’的人，都可以進天上的王國，惟獨遵行我天父旨意的人，才可以進去。到那個日子，很多人會對我説：‘主啊，主啊，我們不是奉你的名説過預言……嗎？’到時我就要向他們聲明説：我從來不認識你們！你們這些行事不法的人，離開我去吧。”[2]

自稱代表上帝發言的大多不都是真先知
- “我要從他們的弟兄當中，為他們興起一位像你［摩西］一樣的先知。我必把該説的話告訴他，他必把我吩咐他的告訴他們。誰不聽從他奉我的名所説的話，我就要向誰討罪。可是哪個先知敢擅自冒我的名説我沒有吩咐他的話，或者奉别神的名説話，哪個先知就必須處死。”[3]
- 耶穌説：“我做甚麽事都不是自作主張的。我説的這些話，跟父親教導我的一樣。”他説：“我奉我父親的名而來”。耶穌也説：“誰憑着自己的主意講話，就是尋求自己的榮耀”。[4]

能行“神迹”的可能是真先知
- “必有假基督和假先知興起，行大神迹和奇事，如果可能，就連蒙揀選的人也想迷惑。”[5]
- “這不法的人靠着撒但所施展的力量而存在，用各樣異能和虚假的神迹異兆，又用各樣不義的伎倆，蒙騙那些將要滅亡的人。這是報應，因為他們根本不肯愛真理，結果不能得救。”[6]

憑着自稱先知的人和跟從者的“果實”辨别真假
- “你們要提防假先知。他們到你們這裏來，外表打扮得像綿羊，裏面卻是兇狠的狼。你們憑着他們的果實，就可以認出他們來。……凡好樹都結好果實，壞樹都結壞果實……。因此，你們憑着他們的果實，就可以認出他們來。”[7]
- 生活方式。“順應肉體的行為……有淫亂、不潔、無恥的行為、拜偶像、交鬼、敵對、爭執、嫉妒、烈怒、爭勝、分黨、結派、妒忌、酗酒、狂歡，還有其他類似的事。……常做這些事的人，必不能承受上帝的王國。另一方面，聖靈的果實有愛心、喜樂、和平、堅忍、仁慈、良善、信心、温和、节制。”[8]